# Omnívoro digital

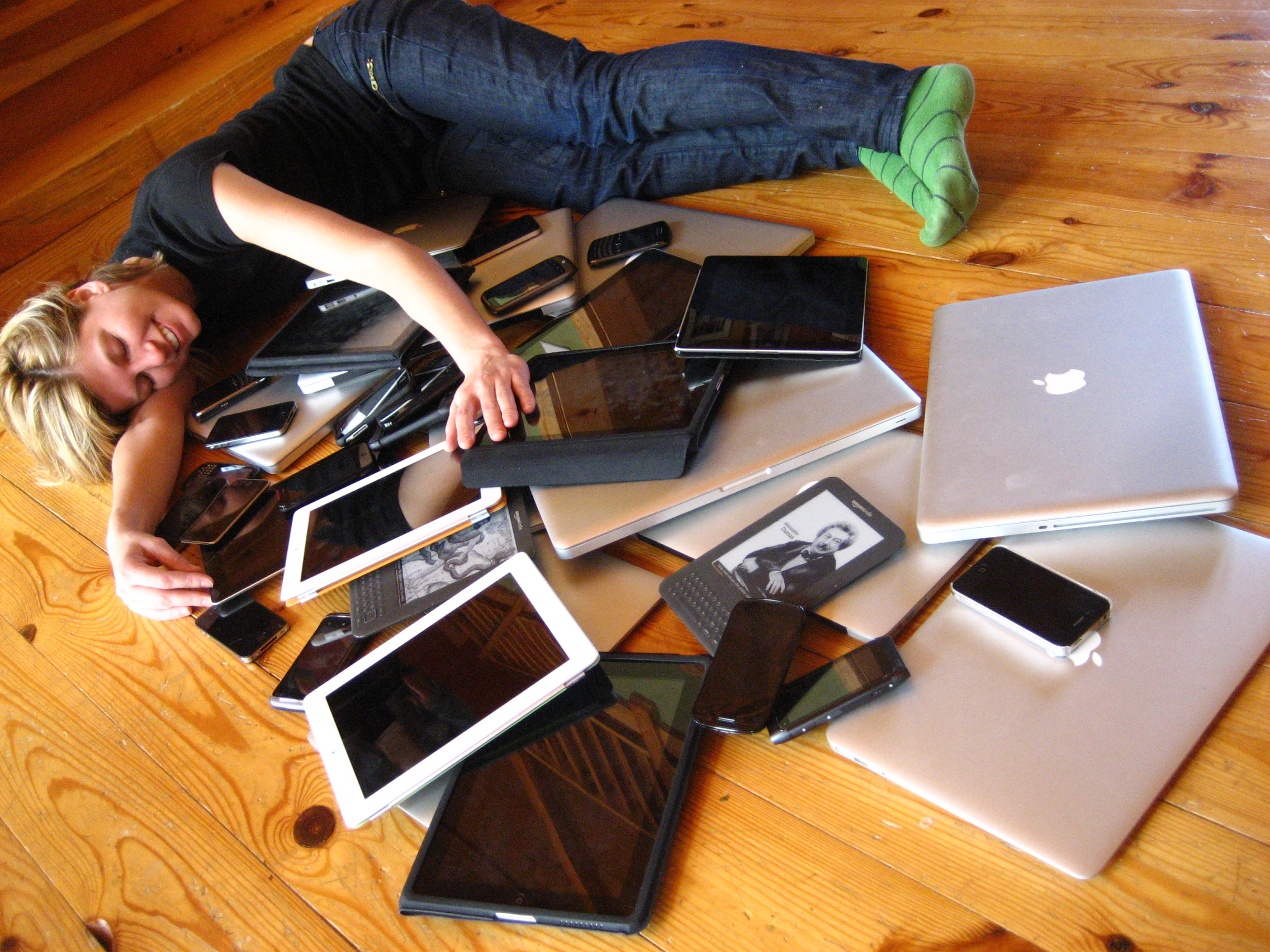
Individuo rodeado de dispositivos digitales

Omnívoro digital es un término destinado a capturar las múltiples modalidades que los consumidores utilizan para acceder a Internet, lo que refleja "la popularización de los teléfonos inteligentes y la introducción de tabletas y otros dispositivos habilitados para la web que permiten a los consumidores acceder a contenido multimedia a través de varios puntos de contacto durante el curso de su vida digital diaria". A medida que las personas poseen cada vez más dispositivos móviles, el consumo multimedia multiplataforma ha seguido dando forma al panorama digital, tanto en términos del tipo de contenido multimedia que consumen como de cómo lo consumen.
A partir de 2021, al menos la mitad de todo el tráfico digital global es generado por dispositivos móviles.
Un análisis de 2011 de la forma en que los consumidores en los Estados Unidos veían contenido de noticias en diferentes dispositivos a lo largo del día demuestra cómo las personas usan diferentes dispositivos para diferentes funciones. En una mañana típica de fin de semana, los omnívoros digitales accedían a sus noticias usando su tableta favorecían su computadora durante la jornada laboral y volvían a usar la tableta por la noche, con un pico entre las 9 p. m. y la medianoche. Los teléfonos móviles se usaban para navegar por la web durante todo el día cuando los usuarios no estaban frente a su computadora personal.

## El impacto de los dispositivos conectados en el consumo digital
La mayor disponibilidad de Wi-Fi y la adopción de banda ancha móvil han cambiado la forma en que las personas se conectan en línea. En agosto de 2011 más de un tercio (37,2%) del tráfico digital de Estados Unidos procedente de teléfonos móviles se produjo a través de una conexión Wi-Fi. A partir de 2021 redes como LTE, 5G, y otras formas de acceso de banda ancha móvil están disponibles en la mayoría de los dispositivos móviles, mientras que las computadoras portátiles aún requieren una conexión Wi-Fi.

## Propietarios de tabletas
Las tabletas contribuyeron con casi el 2% de todo el tráfico de navegación web en los Estados Unidos en 2011. Este tráfico fue impulsado casi exclusivamente por el IPad, que representó más del 97% de todo el tráfico de tabletas en la segunda mitad de 2011. Durante este período, los iPads también comenzó a representar una mayor proporción del tráfico de Internet que los iPhones (46,8 % frente al 42,6 % de todo el tráfico de dispositivos iOS).

## Implicaciones para marketing, anunciantes y editores
A partir de 2021 la cantidad promedio de tiempo diario que se dedica a consumir medios digitales es de ocho horas, un aumento con respecto a 2020 y un aumento adicional con respecto a 2019, en parte como resultado de la pandemia de COVID-19. Las plataformas de redes sociales como Instagram, Facebook, Twitter y TikTok, así como otras plataformas en línea como YouTube, incorporan anuncios en la aplicación o en la experiencia en línea, y algunas ofrecen la posibilidad de comprar y vender artículos a través de la aplicación o sitio web.